# Daria Nauer
 (août 2014).
Si vous disposez d'ouvrages ou d'articles de référence ou si vous connaissez des sites web de qualité traitant du thème abordé ici, merci de compléter l'article en donnant les références utiles à sa vérifiabilité et en les liant à la section « Notes et références ».
Pour les articles homonymes, voir Nauer.
Daria Nauer, née le 21 mai 1966, est une athlète suisse.

## Palmarès

### International
| Représentante Suisse | Représentante Suisse  | Représentante Suisse | Représentante Suisse | Représentante Suisse |
| -------------------- | --------------------- | -------------------- | -------------------- | -------------------- |
| 1994                 | Championnats d'Europe | Helsinki             | 10000 mètres         | 3e                   |
| 1996                 | Jeux olympiques       | Atlanta              | 10000 mètres         | 16e                  |
| 2000                 | Jeux olympiques       | Sydney               | Marathon             | 38e                  |

### National
- 1 500 m : 1 titre (1994)
- 3 000 m : 3 titres (1990, 1992, 1994)
- Semi-marathon : 1 titre (1998)
- Cross : 3 titres (1992-1994)[1]